# شخارا
شخارا (گرجی: შხარა) بلندترین قله کشور گرجستان می باشد.